# 16плюс
«#16плюс» — девятый студийный альбом российской рок-группы «Би-2», вышедший в 2014 году.

## Об альбоме
Альбом был выпущен 7 сентября 2014 года на деньги поклонников и издан на лейбле «Мистерия звука». В октябре группа отправилась в масштабный #16плюсTour в поддержку альбома, объездив города России, Белоруссии, Великобритании, Германии, Чехии, Латвии, Литвы, Эстонии, США, Молдавии.
Презентация альбома в Москве состоялась 20 ноября в Crocus City Hall.
17 апреля в московском клубе Stadium Live состоялась повторная презентация альбома. Концерт был профессионально снят и выпущен в марте 2016 года в формате CD и DVD.
Final Show программы #16плюс состоялось 23 июня 2016 года в Зелёном театре
Также к альбому было выпущено три сингла: EP «#Хипстер», «Тёмные небеса» (с группой «Смысловые Галлюцинации») и «Забрали в армию».
Песни «Робот» и «Нэпман» являются кавер-версиями песен групп «Весёлые ребята» и «АукцЫон» соответственно. Кавер-версия на песню «Дайте огня» была исполнена с оригинальными исполнителями композиции — группой «Альянс».
Также альбом был выпущен на виниле.

## Список композиций
| №   | Название                                                    | Длительность |
| --- | ----------------------------------------------------------- | ------------ |
| 1.  | «Не умирать молодым»                                        | 5:44         |
| 2.  | «Хипстер»                                                   | 4:38         |
| 3.  | «Блюз 16+»                                                  | 4:14         |
| 4.  | «Забрали в армию»                                           | 5:00         |
| 5.  | «Тёмные небеса (при участии Смысловые Галлюцинации)»        | 5:02         |
| 6.  | «Музыка без причин (при участии Elizaveta и Валерия Гаина)» | 4:34         |
| 7.  | «Над пропастью во ржи»                                      | 3:59         |
| 8.  | «Мать»                                                      | 4:03         |
| 9.  | «Компромисс»                                                | 4:27         |
| 10. | «Остров сломанных игрушек»                                  | 4:50         |
| 11. | «Только любовь починит (при участии Elizaveta)»             | 4:35         |
| 12. | «Три сантиметра над землёй»                                 | 5:22         |

| №   | Название                                           | Длительность |
| --- | -------------------------------------------------- | ------------ |
| 13. | «Дайте огня (при участии Альянс)»                  | 3:34         |
| 14. | «Нэпман»                                           | 3:33         |
| 15. | «Робот (при участии Юрий Усачёв)»                  | 4:25         |
| 16. | «Хипстер (Nu Disco Mix by Fun2Mass records)»       | 3:48         |
| 17. | «Тёмные небеса (Remix by Yuri Usachev feat. Тина)» | 5:10         |

## В записи участвовали
- Лёва Би-2 — ведущий вокал
- Шура Би-2 — гитары, вокал;
- Андрей «Звон» Звонков — гитары;
- Максим «Лакмус» Андрющенко — бас-гитара;
- Борис Лифшиц — ударные;
- Ян Николенко — клавишные, флейта, бэк-вокал;

а также:
- Elizaveta — вокал (6, 11);
- Сергей Бобунец — вокал (5);
- Валерий Гаина — гитара (6);
- Игорь Журавлёв —вокал (13);
- А. Белый — аранжировка (2, 3, 4, 7, 8, 9, 10, 11), клавишные (2);
- Е. Панков — аранжировка, продакшн (5, 12, 14);
- О. Чехов — аранжировка (1, 13);
- Ю. Усачёв — аранжировка, программинг, клавишные (15);
- М. Карасёв — аранжировка (6), гитара, укулеле, бас;
- М. Смирнов (Art Ceilidh) — аккордеон;
- А. Бочагов — гитара;
- А. Бахарев, К. Солдатов — труба;
- А. Горбунов — тромбон;
- Л. Вознесенский — валторна;
- О. Дзержинская, Д. Збужинская, О. Солнцева, С. Жемчужина, А. Якушина, Д. Калинский, П. Сурайкин — струнные;

## Видеоклипы
- Хипстер (2014)
- Забрали в армию (2014)
- Только любовь починит (2014)
- Блюз 16+ (2015)
- Три сантиметра над землёй (2015)
- Компромисс (2016)

## Саундтреки к фильмам
Песни «Три сантиметра над землёй» и «Не умирать молодым» вошли в саундтрек к российскому фильму «Клинч» Сергея Пускепалиса. На песню «Три сантиметра над землёй» был снят клип, в котором показаны кадры из фильма.
Саундтрек к фильму «Клинч» не единственная киноистория с альбома: песня «Только любовь починит» стала заглавной темой российской комедии «Мамы 3». На эту песню также был снят клип, где вместе с Би-2 снялась исполнительница одной из главных ролей фильма Анастасия Заворотнюк.
Музыкальным сопровождением картины, на этот раз мультипликационной, стала и композиция «Остров сломанных игрушек». Песня впервые за всю богатую кино-музыкальную историю Би-2 вошла в саундтрек к мультфильму — сказке «Снежная королева — 2», в которой Лёве и Шуре также достались роли: музыканты озвучили двух её персонажей.

## Концертный альбом
В марте 2016 года группа выпустила CD и DVD концерта #16плюсTour’а, исполненного 17 апреля 2015 года в московском клубе Stadium Live